# Dubai Financial Market
Der Dubai Financial Market (DFM) (Arabisch: سوق دبي المالي) ist eine Wertpapierbörse in Dubai in den Vereinigten Arabischen Emiraten. Der DFM ist eine von drei Börsen in den VAE. Der Abu Dhabi Securities Exchange (ADX) listet ebenfalls hauptsächlich einheimische Unternehmen auf, und die NASDAQ Dubai wurde für den Handel mit internationalen Aktien gegründet. DFM und ADX werden von der Securities and Commodities Authority (SCA) beaufsichtigt und reguliert. Die SCA ist befugt, Gesetze und Standards festzulegen, die DFM und ADX einhalten müssen. Die Aufgabe von SCA besteht darin, sicherzustellen, dass die Gesetze von den Börsen befolgt werden sowie die Rechte von Anlegern, Maklern und börsennotierten Unternehmen zu schützen. Auf der anderen Seite wird NASDAQ Dubai von einer unabhängigen Aufsichtsbehörde, der Dubai Financial Services Authority (DFSA), nach internationalen Standards reguliert. Dies entspricht der US-amerikanischen Securities and Exchange Commission. Im Gegensatz zu DFM und ADX ist NASDAQ Dubai eine elektronische Börse ohne Parkett.

## Geschichte
Der DFM wurde aufgrund des Dekrets Nr. 14/2000 der Regierung von Dubai als öffentliche Einrichtung mit einer unabhängigen Rechtspersönlichkeit gegründet und nahm am 26. März 2000 seine Tätigkeit auf. Am 27. Dezember 2005 beschloss der Exekutivrat von Dubai, den DFM in eine Aktiengesellschaft umzuwandeln mit einem Kapital von 8 Mrd. VAE-Dirham, eingeteilt in 8 Mrd. Aktien. Es wurden 20 % des Kapitals eingeteilt in 1,6 Mrd. Aktien im Rahmen eines Börsengangs angeboten. Der Rest wird weiterhin von der Regierung Dubais kontrolliert.
Im Juli 2018 waren an der Börse 63 Unternehmen mit einem Wert von 104,4 Mrd. US-Dollar gelistet. Die Marktkapitalisierung lag damit leicht unter der des Abu Dhabi Securities Exchange.

## Besitzverhältnisse
Der DFM gehört über die Holdinggesellschaft Borse Dubai mehrheitlich zur Investment Corporation of Dubai (ICD).

## Indizes
Der primäre Index des DFM ist der Dubai Financial Market General Index.

## Mitgliedschaften
Die Börse ist Mitglied in:
- World Federation of Exchanges[3]
- Arab Federation of Exchanges[4]
- Sustainable Stock Exchanges Initiative